# 静岡100マイル倶楽部
「静岡100マイル倶楽部」（しずおか100マイルくらぶ）は、2006年4月7日から2008年3月28日まで静岡エフエム放送（K-MIX）で毎週金曜日25:00 - 27:00（JST）に放送されていたラジオ番組である。

## 概要
「神金♥玉簾」を引き継ぐ形で2006年4月に番組開始し、2008年3月で番組終了。
番組のテーマは「音楽は想い出のしおり」。
2007年度までは静岡県唯一の深夜ローカル生番組だったが、2008年4月から静岡放送（SBSラジオ）が進出した。
後番組は「As Time Goes By 〜For Your Second Night Music〜」で、洋楽主体のノンストップミュージックの番組となっている。

## パーソナリティ
- 榎木田智子（2006年4月 - 2007年3月）
- 宮本淳子（2007年4月 - 2008年3月）

## 番組の特徴
- 番組タイトルの「100マイル」は、静岡県の東西の距離（およそ160km）に由来している。
- 榎木田時代は、数多くの物真似や歌を披露していた。宮本に代わってからは、恋の話題などが投稿された際に「妄想一人芝居」（思春期の少年少女）がしばしば繰り広げられている。
- 2007年8月頃から、リスナーからワインが届けられることがあり、放送中に宮本が飲酒する事があった。
- リクエストや川柳及びブログの投稿が紹介されると、リスナーに「マイル」がプレゼントされる。
  - 100マイルを突破したリスナーには「開運素マイル袋」がプレゼントされた。
  - 獲得されたマイルは「永久不滅」とされ、万が一番組が復活した場合においても、継続されるようである。
- 改編前の旧・ステーションジングル（「We believe in radio magic K・MIX」など）が流れることがある。
- 番組で流れるBGMは「ムーン・リバー」がベースとなっている。オープニングは山弦のバージョン。他、ジングルやエンディングなど幾つかのバージョンがある。

## 主な番組内容
25時台
- オープニング
「駿河湾の水面には月が浮かび、仰ぎ見る富士は蒼きシルエット…」の決まり文句の後、リクエスト曲で番組は開始する。
1曲目終了後、リスナーから寄せられたメッセージが紹介されるが、それのみで20分以上経過することもしばしば。
- あの頃ノンストップ
1960年代から90年代前半の内、或る1年を毎週ピックアップし、その年の出来事とヒット曲を邦楽・洋楽それぞれ隔週で紹介する。
- 原点回帰・思い出の一曲
毎週一組のアーティストが、本人のルーツとなった曲を紹介する。最終回は宮本が担当した。

26時台
- 100マイル川柳
リスナーから投稿された川柳とメッセージを紹介するコーナー。
- 100マイル倶楽部・マイブログ
リスナーから投稿された写真とメッセージを紹介する。紹介された記事はブログに掲載される。
- 静岡日和〜食う寝るところに住むところ

## 特別企画
- 「ジ〜ンdemix」期間中の放送のみ「開運素マイル袋」が応募者全員にプレゼントされた。
- 2007年6月9日の放送では、「ジュンコの夢は夜ひらく!?」と題して全4話にわたる妄想劇が繰り広げられた。
- 2007年12月8日の放送では、「Dr.じゅんじゅんの夜の恋愛保健室」と題してリスナーからの恋愛相談に答えた。

## 効果音
パーソナリティのテンションの高さや、「山田君」と称されるディレクターとのやりとりに応じた多彩な効果音が用意されている。
以下一例、いずれも男声。
（⚫印…「スネークマンショー」のCDからのサンプリング。声は伊武雅刀。）
「フハハッ、私も、バカですね」⚫
「ご心配ありません」⚫
「こんな子がいっぱい」
声は鈴木秀明アナ。「グランドスラム富士」の過去のCMの一部分。
以上の三つは、宮本が暴走気味になった際に挿入される。毎回一度は聞く言葉。
「お勤めご苦労様です」⚫
トラック運転手など深夜に働くリスナーへ向けた労いの言葉。
「ビューティフル、ですね」⚫
どんどんのパロディ
リスナーから“どんどん”とネタを振られると、♪ピンポン「どんどん？」♪パフパフ…とCMさながらの効果音が鳴る。
これ以外でも、Radio the Boom!やWEEKEND ヤッホー!!などで使われる効果音も多用され、回を追うごとにバリエーションが増えている。